# Thomas Lascaris de Tende
Pour les articles homonymes, voir Lascaris (homonymie).
Thomas Innocent Lascaris de Tende, mort le 11 avril 1526, est un prélat franco-italien, évêque de Riez au XVIe siècle, issu de la famille Lascaris de Vintimille.

## Biographie
Thomas est le fils illégitime de Marc Lascaris de Tende, évêque de Riez. 
Thomas est prévôt de Riez et grand vicaire de son cousin Antoine et lui succède au siège de Riez en 1523.

### Source
- Histoire générale de Provence, tome 1er, Paris, 1777